# International Rhodes Grand Prix
Der International Rhodes Grand Prix ist ein Straßenradrennen der UCI Europe Tour, das seit 2017 auf der griechischen Insel Rhodos ausgetragen wird. Das Eintagesrennen findet meist im Frühjahr in zeitlichem Zusammenhang mit der International Tour of Rhodes statt, die vom selben Veranstalter organisiert wird.

## Sieger
| Jahr | Sieger           | Zweiter                | Dritter           |
| ---- | ---------------- | ---------------------- | ----------------- |
| 2017 | Alan Banaszek    | Ahmet Örken            | Joshua Huppertz   |
| 2018 | Matteo Moschetti | Marco Maronese         | Joshua Huppertz   |
| 2019 | Dušan Rajović    | Charalampos Kastrantas | Luuc Bugter       |
| 2020 | Erlend Blikra    | Herman Dahl            | Joshua Huppertz   |
| 2021 | Tord Gudmestad   | Filippo Fiorelli       | Stan Van Tricht   |
| 2022 | André Drege      | Andreas Stokbro        | Christian Koch    |
| 2023 | Eirik Lunder     | Rasmus Bøgh Wallin     | Daniel Federspiel |
| 2024 | Tyler Stites     | André Drege            | Gustav Wang       |
| 2025 | Marcin Budziński | Pierre-Henry Basset    | Ben Felix Jochum  |